# Jürgen Rosenthal
Jürgen Rosenthal (Rosengarten, 28 luglio 1949) è un batterista tedesco di genere rock.

## Biografia
È famoso per essere stato membro della band di Uli Jon Roth, i Dawn Road, ma soprattutto per essere stato componente degli Scorpions. Egli rimase in quest'ultima band dal 1973 al 1974, per poi lasciare per entrare negli Eloy

## Discografia
- Fly to the Rainbow (1974)